# 前765年
| 千纪： | 前1千纪 |
| 世纪： | 前9世纪 \| 前8世纪 \| 前7世纪 |
| 年代： | 前790年代 \| 前780年代 \| 前770年代 \| 前760年代 \| 前750年代 \| 前740年代 \| 前730年代 |
| 年份： | 前770年 \| 前769年 \| 前768年 \| 前767年 \| 前766年 \| 前765年 \| 前764年 \| 前763年 \| 前762年 \| 前761年 \| 前760年                                                                                        |
| 纪年： | 丙子年（鼠年）；周平王六年；周攜王六年；魯惠公四年；齊莊公三十年；晉文侯十六年；秦文公元年；楚若敖二十六年；宋武公元年；衛武公四十八年；陳平公十三年；蔡釐侯四十五年；曹惠伯三十一年；鄭武公六年；燕哀侯二年 |

## 逝世
- 燕哀侯，燕國國君。[1]